# 乙二胺双盐酸盐
乙二胺双盐酸盐是一种有机化合物，化学式为C2H10N2Cl2。它是单斜晶系晶体，空间群P21/a。它可由乙二胺和盐酸反应得到，或由2-咪唑烷酮在盐酸中水解得到。它可用于有机合成。